# Élection présidentielle américaine de 2016 en Californie

L'élection présidentielle américaine de 2016 en Californie a eu lieu le 8 novembre 2016 comme dans les 50 autres états ainsi que le district de Columbia. 
Hillary Clinton remporte l'élection avec 62 % des suffrages exprimés, ce qui lui permet d'envoyer 55 représentants au Collège électoral.

## Résultats
| Candidats et colistiers  | Candidats et colistiers   | Partis                   | Vote populaire | Vote populaire | Grands électeurs |
| Candidats et colistiers  | Candidats et colistiers   | Partis                   | Voix           | %              | Voix             |
| ------------------------ | ------------------------- | ------------------------ | -------------- | -------------- | ---------------- |
|                          | Hillary Clinton Tim Kaine | Démocrate                | 8 753 788      | 61,73          | 55               |
|                          | Donald Trump Mike Pence   | Républicain              | 4 483 810      | 31,62          | 0                |
|                          | Gary Johnson Bill Weld    | Libertarien              | 478 500        | 3,37           |                  |
|                          | Jill Stein Ajamu Baraka   | Vert                     | 278 657        | 1,97           |                  |
| Autres                   | Autres                    | Autres                   |                | 1,31           |                  |
|                          |                           |                          |                |                |                  |
| Total                    | Total                     | Total                    |                | 100            | 55               |
| Abstention               | Abstention                | Abstention               |                | 41,26          |                  |
| Inscrits / participation | Inscrits / participation  | Inscrits / participation |                | 58,74          |                  |

## Analyse
Deux comtés ont changé de majorité de républicains en 2012 à démocrates en 2016 (comptés de Nevada et Orange). Aucun compté n'a voté à plus de 84,47% Démocrate ou 70,79% Républicain. 
Le comté ayant le moins voté Trump est le comté de San Francisco, où le candidat ne remporte que 9,25 % des voix.
Le comté ayant le moins voté Clinton est le comté de Lassen, où seulement 20,79 % des suffrages se sont portés sur la candidate démocrate.